# نوما بومبيليوس
نوما بومبيليوس ثاني حكام روما بين عامي 715 – 673 قبل الميلاد ولد يوم وضع رومولوس أساسات روما ودعاه الرومان ليخلف رومولوس لتقواه وطيبته ولم يكن شخصية عسكرية عكس خلفه بل كان مؤسسا للقيادة الرومانية حيث بنى المعابد ووضع التقويم الديني، إلا أن هذا في الحقيقة حدث على مدى فترات عديدة وليس على يد رجل واحد.
عشيقته حورية تدعى إيغيرنا أعطته تصديقا إلهيا لبدعه، وعن طريق مزيج من الخمر والعسل استطاع أن يأسر شخصيتين إلهيتين هما فارنوس وبيكوس وأظهرا له التنبؤات والسحر وبعض الحكايات تقول انه من أتباع فيثاغورس ولكن لا يصح هذا لاختلاف الزمن بينهم.
الشخصية ربما تكون موجودة في التاريخ واسمه ربما يدل على أنه من أصل سابيني (من قبائل السابين التي كان تسكن وسط إيطاليا) ويقال إنه من بلدة كوريس وكان صهر الملك السابيني تيتوس تاتيوس، أما الكتب الأربعة عشر في الفلسفة والدين التي تنسب إليه والتي عثر عليها عام 181 ق م هي مزيفة على الأغلب.